# 黒田哲史
黒田 哲史（くろだ さとし、1975年1月11日 - ）は、兵庫県出身の元プロ野球選手（内野手）。現在は埼玉西武ライオンズの二軍野手コーチを務める。
元妻はタレントで女優の新山千春。娘はタレントで元子役の萌夢（もあ）、旧芸名は新山小春。

## 経歴

### プロ入り前
小学4年の時に野球を始め、当時は投手だった。
村野工業高校に入学して間もなく肘を故障し野手に転向する。後に阪神タイガース入りする安達智次郎は高校の同級生である。エース安達を擁し三塁手として甲子園に2回出場。チーム初出場を果たした1991年夏の第73回全国選手権は1回戦で専大北上高に惜敗。1992年春の第64回選抜も1回戦で堀越高に敗れる。3年夏は兵庫県大会5回戦で敗退した。夏の選手権での応援曲は本人リクエストによるプロジェクトAのテーマが使用された。
1992年度ドラフト会議にて西武ライオンズから4位指名を受け入団。

### 現役時代
堅実な守備には定評があり、三塁手をはじめ内野は全て守ることができた。大型内野手として期待されていたが、田辺徳雄や松井稼頭央などの存在で出場機会に恵まれず守備要員暮らしが続き、ほとんど打席に立つことがなかった。
2002年開幕直前、内薗直樹との交換トレードで読売ジャイアンツへ移籍。強肩と堅実な守備は首脳陣からの評価も高かった。
2004年には守備固めや代走の切り札として重量打線故のウィークポイントを埋める活躍を期待されて出場機会が増加し、9月には巨人のチーム年間240本目の本塁打を放ち、プロ野球記録を更新した。
2005年も主力に故障者が続出する中で守備走塁を期待された起用が続き、当時の堀内恒夫監督時代のスーパーサブとして活躍した。
2006年、原辰徳が監督に復帰すると、チームは千葉ロッテマリーンズから小坂誠と、北海道日本ハムファイターズから古城茂幸、またシーズン中には広島東洋カープから木村拓也をそれぞれトレードで獲得し、内野守備の充実を図り、また正遊撃手の二岡智宏がフル出場を果たした他、ルーキーの脇谷亮太の台頭などに押し出される形で活躍の機会を失い、夏場以降は一軍での出場はなかった。シーズンオフに戦力外通告を受け、同年10月19日に無償トレードにより古巣・西武への移籍が決定。背番号は55。
2007年もシーズンを通じて一軍での出場はなく、10月2日に西武ライオンズから戦力外通告を受け、現役を引退。同年10月27日より同球団二軍用具担当となり、10月30日付で任意引退が公示された。

### 現役引退後
2008年12月、一軍打撃コーチ補佐に就任。2010年10月、二軍守備走塁コーチに配置転換された。
2019年から2023年まで一軍内野守備・走塁コーチを務め、2024年からは二軍内野守備走塁コーチを担当する。2025年からは二軍野手コーチに配置転換された。

## 人物
私生活では2004年12月、タレントの新山千春と結婚。2006年7月12日に第一子である長女が誕生したものの、2014年12月に離婚。
2007年1月6日にTBSで放映された「プロ野球戦力外通告・クビを宣告された男達」というドキュメンタリー番組で、巨人を解雇されてから西武に再雇用されるまでの道のりが、当時の妻・新山と長女との家庭での団欒の姿を交えて紹介された。

## 詳細情報

### 年度別打撃成績
| 年 度      | 球 団      | 試 合 | 打 席 | 打 数 | 得 点 | 安 打 | 二 塁 打 | 三 塁 打 | 本 塁 打 | 塁 打 | 打 点 | 盗 塁 | 盗 塁 死 | 犠 打 | 犠 飛 | 四 球 | 敬 遠 | 死 球 | 三 振 | 併 殺 打 | 打 率 | 出 塁 率 | 長 打 率 | O P S |
| ---------- | ---------- | ----- | ----- | ----- | ----- | ----- | -------- | -------- | -------- | ----- | ----- | ----- | -------- | ----- | ----- | ----- | ----- | ----- | ----- | -------- | ----- | -------- | -------- | ----- |
| 1995       | 西武       | 1     | 4     | 4     | 0     | 2     | 1        | 0        | 0        | 3     | 1     | 0     | 0        | 0     | 0     | 0     | 0     | 0     | 1     | 0        | .500  | .500     | .750     | 1.250 |
| 1997       | 西武       | 11    | 8     | 8     | 4     | 2     | 1        | 0        | 0        | 3     | 1     | 0     | 0        | 0     | 0     | 0     | 0     | 0     | 2     | 0        | .250  | .250     | .375     | .625  |
| 1999       | 西武       | 20    | 35    | 34    | 1     | 6     | 0        | 0        | 1        | 9     | 2     | 0     | 1        | 1     | 0     | 0     | 0     | 0     | 12    | 0        | .176  | .176     | .265     | .441  |
| 2000       | 西武       | 58    | 116   | 99    | 8     | 19    | 2        | 0        | 1        | 24    | 2     | 4     | 0        | 10    | 0     | 7     | 0     | 0     | 19    | 1        | .192  | .245     | .242     | .488  |
| 2001       | 西武       | 8     | 17    | 17    | 2     | 2     | 1        | 0        | 1        | 6     | 1     | 0     | 0        | 0     | 0     | 0     | 0     | 0     | 6     | 0        | .118  | .118     | .353     | .471  |
| 2002       | 巨人       | 9     | 12    | 12    | 1     | 3     | 0        | 0        | 1        | 6     | 2     | 0     | 0        | 0     | 0     | 0     | 0     | 0     | 3     | 1        | .250  | .250     | .500     | .750  |
| 2003       | 巨人       | 17    | 18    | 15    | 2     | 4     | 0        | 0        | 0        | 4     | 1     | 0     | 0        | 0     | 0     | 2     | 0     | 1     | 4     | 0        | .267  | .389     | .267     | .656  |
| 2004       | 巨人       | 47    | 56    | 53    | 10    | 9     | 2        | 0        | 2        | 17    | 7     | 2     | 0        | 0     | 2     | 1     | 0     | 0     | 17    | 1        | .170  | .179     | .321     | .499  |
| 2005       | 巨人       | 42    | 45    | 43    | 10    | 9     | 1        | 0        | 0        | 10    | 7     | 2     | 0        | 1     | 0     | 1     | 0     | 0     | 11    | 1        | .209  | .227     | .233     | .460  |
| 2006       | 巨人       | 24    | 13    | 13    | 2     | 2     | 0        | 0        | 0        | 2     | 0     | 0     | 0        | 0     | 0     | 0     | 0     | 0     | 8     | 0        | .154  | .154     | .154     | .308  |
| 通算：10年 | 通算：10年 | 237   | 324   | 298   | 40    | 58    | 8        | 0        | 6        | 84    | 24    | 8     | 1        | 12    | 2     | 11    | 0     | 1     | 83    | 4        | .195  | .224     | .282     | .506  |

### 記録
初記録
- 初出場・初先発出場：1995年10月6日、対近鉄バファローズ26回戦（藤井寺球場）、「7番・二塁手」で先発出場
- 初打席・初安打・初打点：同上、1回表に西村龍次から中前適時打
- 初本塁打：1999年6月25日、対福岡ダイエーホークス14回戦（西武ドーム）、5回裏に永井智浩から左越ソロ
- 初盗塁：2000年4月29日、対千葉ロッテマリーンズ4回戦（西武ドーム）、5回裏に二盗（投手：クリス・ロバーツ、捕手：吉鶴憲治）

### 背番号
- 48（1993年 - 1996年）
- 2（1997年 - 2001年）
- 45（2002年 - 2006年）
- 55（2007年）
- 87（2009年 - ）